# Henri Daco
Henri Daco, né le 11 janvier 1864 à Liège, et mort le 7 octobre 1932 à Liège, est un peintre néoclassique impressionniste belge.

## Biographie
Très jeune, il s’intéresse aux arts graphiques et manifeste le désir de suivre une formation artistique. En septembre 1876, il s’inscrit à l'Académie des beaux-arts de Liège (où il est l'élève d'Adrien de Witte et d'Émile Delperée), Il y accomplit ses études secondaires et supérieures. Ses études sont brillantes, il emporte de nombreux prix et plusieurs médailles. En 1913, Henri Daco épouse Eva Radermacker. Ils habitent dans un appartement situé dans un hôtel de maître de style empire, place Coronmeuse à Herstal.
En 1935, sa veuve lègue une partie importante de ses œuvres à la commune de Herstal.

## Chronologie
Henri Daco est surtout un peintre de paysages et de portraits. La Meuse, avec l’île Monsin, lui inspire toute une série de tableaux. Il peint les quais, le bassin, le chenal, le canal, le jardin du tir. À côté de leur valeur artistique, ses paysages sont des documents uniques sur des coins aujourd’hui disparus. Son style est fortement marqué par sa formation néo-classique et est influencé par le romantisme et par l’impressionnisme des peintres français à la mode. Il exprime avec exactitude et sensibilité ce qu’il voit et ressent. Coloriste de talent, il aime la nature et sait la comprendre et l’exprimer.

## Œuvres

### Huile sur toile
- Paysage Champêtre, huile sur toile, collection privée.
- Panorama de la vieille Meuse, huile sur toile, au Musée communal de Herstal.
- Paysage, huile sur toile, collection privée.
- Nature morte chrysanthèmes, huile sur bois, collection privée
- La Laye à l'île Monsin, huile sur tile, collection privée.
- Statue Charlemagne Bd d'Avroy, huile sur toile, collection privée.
- Panorama de la vieille Meuse, huile sur toile, au Musée Communal de Herstal.
- Rue Haute-Sauvenière, huile sur toile, au Musée Communal de Herstal.
- L'homme à la pipe, 1892 - huile sur toile, au Musée Communal de Herstal.
- Jeune mère, 1892 - huile sur toile, au Musée Communal de Herstal.
- Autoportrait, 1894 - huile sur toile, au Musée Communal de Herstal.
- La couturière, dessin au crayon, collection privée.
- Femme avec chapeau et parapluie, huile sur toile, collection privée.
- La liseuse, huile sur toile, collection privée.
- Paysage de campagne, 1890 - huile sur toile, collection privée.
- Port à Coronmeuse, 1898 - huile sur toile, collection privée.
- Usines en bord de Meuse, 1900 - huile sur toile, collection privée.
- Portrait de femme, 1903 - huile sur toile, au Musée Communal de Herstal.
- Portrait d'E. Scauflaire à 11 ans, 1904 - huile sur toile, au Musée Communal de Herstal.
- Paysan à la fourche, 1907 - huile sur toile, collection privée.
- Femme avec enfant dans un champ, 1908 - huile sur toile, collection privée.
- Madame Eva Rademecker, 1912 - huile sur toile, collection privée.
- Portrait de Rose Rousseau avec une rose, 1920 - huile sur toile, collection privée.
- Portrait d'Henriette Rousseau, 1922 - huile sur toile, collection privée.
- Portrait, 1924 - huile sur toile, au Musée Communal de Herstal.
- Le boulevard de la Sauvenière, 1930 - huile sur toile, collection privée.
- Les terrasses de Liège, 1932 - huile sur toile, collection privée.

### Aquarelle
- Bateaux amarrés près du rivage, 1892 - aquarelle, collection privée.
- Bateau sur la rive, 1892 -aquarelle, collection privée.
- Bord d'étang, 1892 -aquarelle, collection privée.

### Dessin au crayon
- Tête de profil, dessin au crayon, au Musée Communal de Herstal.
- Statue de femme et buste, dessin au crayon, au Musée Communal de Herstal.
- Proportion de l'homme et de la femme, dessin au crayon, au Musée Communal de Herstal.
- Homme couché bras en croix, dessin au crayon, au Musée Communal de Herstal.
- Homme nu debout, dessin au crayon, au Musée Communal de Herstal.
- Homme de profil tenant une lance, dessin au crayon, au Musée Communal de Herstal.
- Femme nue de dos, dessin au crayon, collection privée.
- Autoportrait, 1904 - dessin au crayon, collection privée.
- Château de Micheroux, 1908 - dessin au crayon, collection privée.

### Eau forte
- Arbres dans une prairie, eau forte, collection privée.

### Pastel sur toile
- Portrait de jeune fille, 1917 - pastel sur toile, au Musée Communal de Herstal.

### Sélection (exemples)

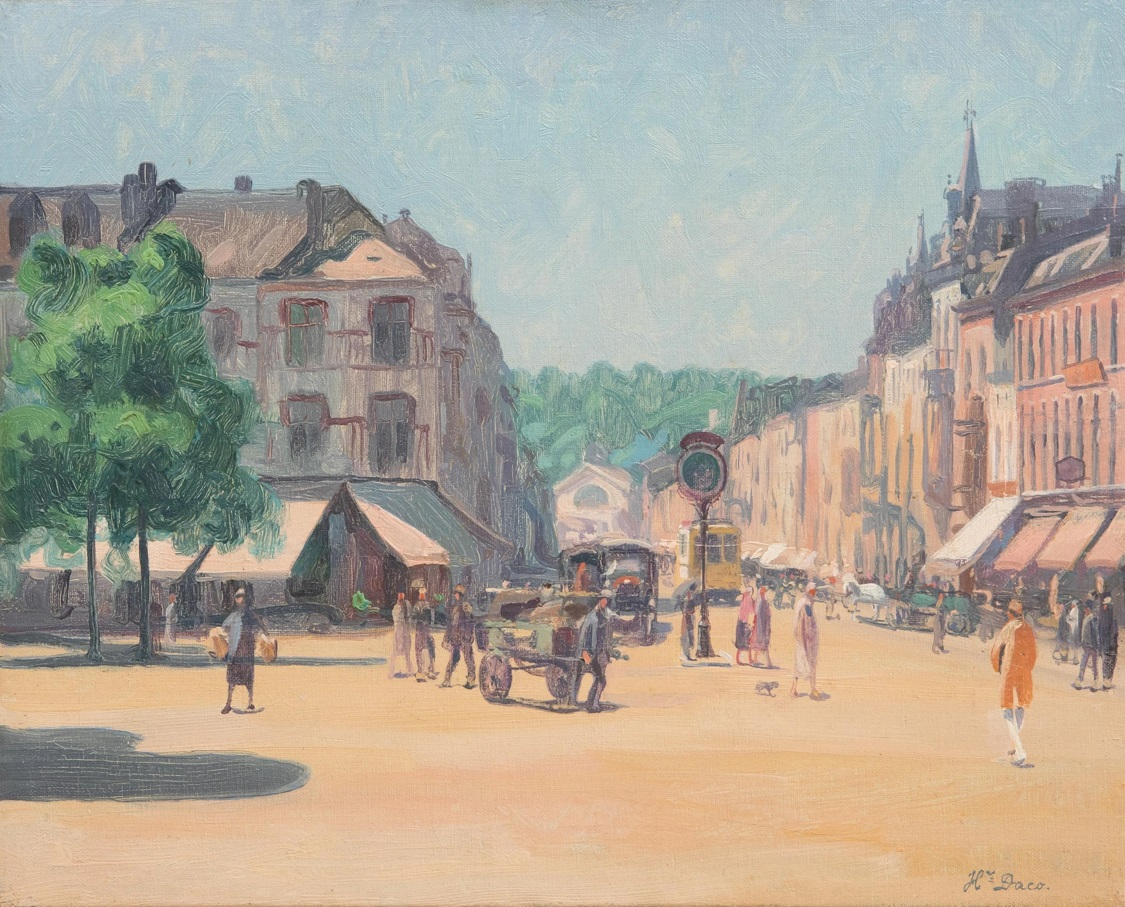
Vue animée à Liège
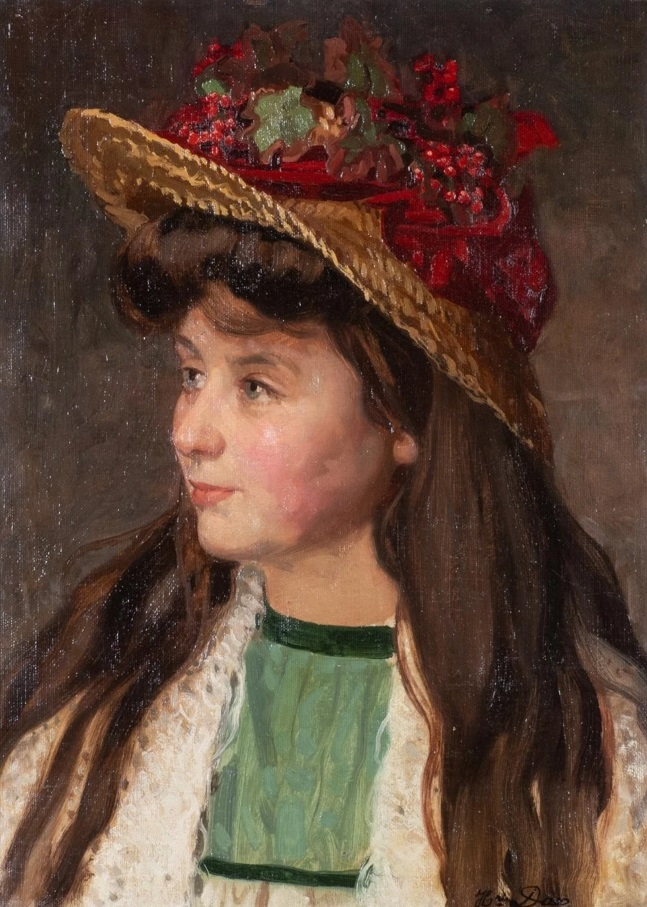
Fille avec chapeau de paille
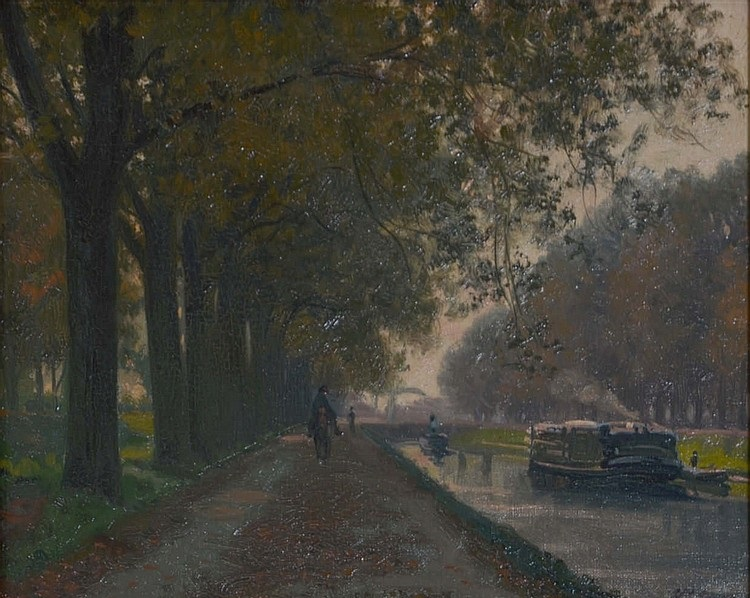
Quai animé

## Hommages
- Rue Henri Daco, à Herstal.

### Musée communal de Herstal
Le Musée communal de Herstal a reçu de madame Veuve Henri Daco-Radermacker une vingtaine de tableaux peints par son époux.
Du 26 avril au 25 mai 2003, une rétrospective de son œuvre y a été organisée.